# ГЕС Зельк
ГЕС Зельк (нім. Kraftwerk Sölk)  – гідроелектростанція в центральній частині Австрії у землі Штирія. 
Будівництво станції велось з 1975 по 1978 роки, при цьому річку Гросзелькбах (нім. Grosssölkbach), що є одним із витоків Зелькбаха (нім. Sölkbach), правої притоки Енсу, перекрили греблею висотою 39 метрів та довжиною 129 метрів, що утворило водосховище з об’ємом 1,5 млн м3. Окрім прямого стоку сюди також надходить додатковий ресурс: 
- за допомогою водозбірного тунелю довжиною 3,3 км, який починається у розташованій західніше долині річки Клайнзелькбах (нім. Kleinsölkbach), що є другим витоком згаданої вище річки Зелькбах;
- через тунель довжиною 12 км, який прямує зі східного напрямку із долини річки Доннерсбах (нім. Donnersbach) через сточище потоку Вальхенбах (нім. Walchenbach). Обидві річки є правими притоками Енсу.
Від водосховища до машинного залу, розташованого біля селища Штайн-ан-дер-Енс (нім. Stein an der Enns) в місці впадіння Зелькбаха в Енс, веде дериваційний тунель довжиною 5,1 км, який переходить у напірний водовід довжиною 0,9 км. Зал обладнано однією турбіною типу Френсіс потужністю 61 МВт, що забезпечує річне виробництво на рівні 210 млн кВт-год. 
Видача електроенергії відбувається по ЛЕП, яка працює під напругою 110 кВ.